# Ponad Próbę Turnie

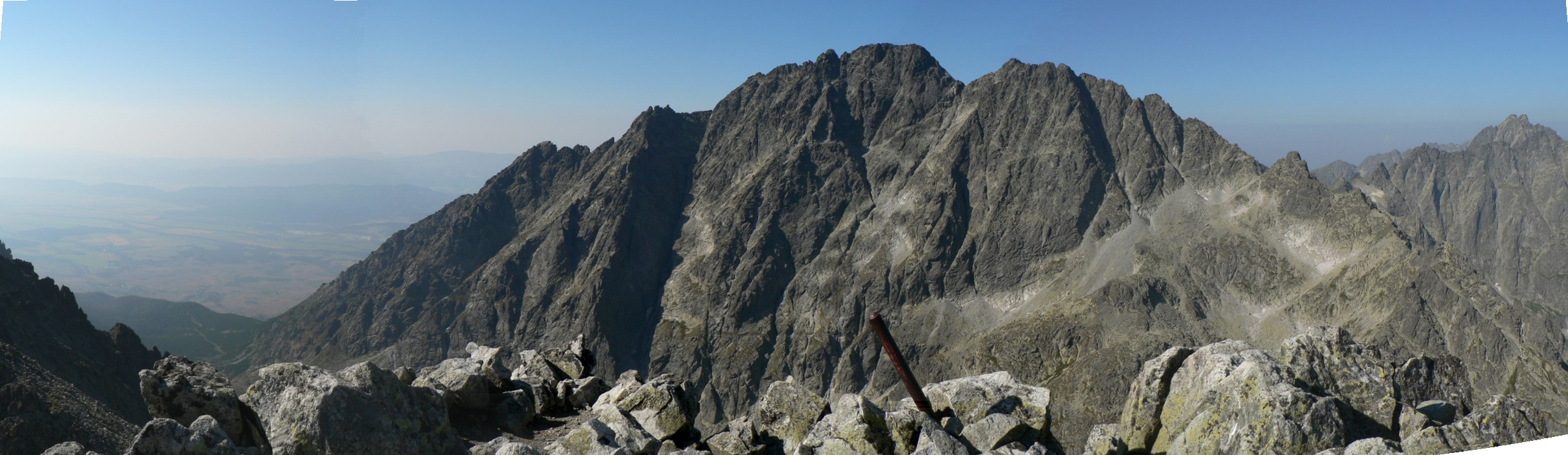
Ponad Próbę Turnie widoczne w masywie Gerlacha (druga, trzecia i czwarta od lewej)

Ponad Próbę Turnie (słow. Čertove zuby) – trzy wybitne turnie w grani odchodzącej od Małego Gerlacha na południowy wschód, w słowackich Tatrach Wysokich. Znajdują się pomiędzy Ponad Ogród Turnią (oddzieloną Skrajną Ponad Próbę Szczerbiną) a Przełączką nad Kotłem, która odgranicza je od Ponad Kocioł Turni. Najwyższa z nich to Zadnia Ponad Próbę Turnia o wysokości ok. 2440 m n.p.m.
Mimo że najwyższa turnia z tegoż masywu jest wyższa od Ponad Ogród Turni, to traktowane są one jako wierzchołki podrzędne w jej masywie.
Obiekty w grani Ponad Próbę Turni od północy:
- Zadnia Ponad Próbę Turnia (Zadný Čertov zub, ok. 2440 m),
- Zadnia Ponad Próbę Szczerbina (Zadná Čertova štrbina),
- Pośrednia Ponad Próbę Turnia (Prostredný Čertov zub, ok. 2415 m),
- Pośrednia Ponad Próbę Szczerbina (Prostredná Čertova štrbina),
- Skrajna Ponad Próbę Turnia (Predný Čertov zub, ok. 2405 m),
- Skrajna Ponad Próbę Szczerbina (Predná Čertova štrbina).

Na żaden z obiektów nie prowadzą znakowane szlaki turystyczne, są dostępne jedynie dla taterników.
Nazwa Ponad Próbę Turni pochodzi od Wielickiej Próby, ponad którą się znajdują. Przez Wielicką Próbę prowadzi nieznakowany szlak turystyczny z Doliny Wielickiej na główny wierzchołek Gerlacha.

## Historia
Pierwsze wejścia turystyczne:
- Lajos Károly Horn i Győző Szépligeti[a], 20 sierpnia 1910 r. – letnie,
- L. Vodháněl i towarzysze, 22 kwietnia 1950 r. – zimowe.